# سرمسکا راچا
سرمسکا راچا (به لاتین: Sremska Rača) یک منطقهٔ مسکونی در کرواسی است که در Sremska Mitrovica Municipality واقع شده‌است. سرمسکا راچا ۴۵٫۹۸ کیلومتر مربع مساحت و ۶۲۴ نفر جمعیت دارد و ۷۸ متر بالاتر از سطح دریا واقع شده‌است.